# Хмельницький район (1923—2020)
Хмельни́цький райо́н — колишній район у Хмельницькій області, який існував протягом 1923—2020 років і був ліквідований під час Адміністративно-територіальної реформи в Україні. Центр — місто Хмельницький.
Населення району станом на 01.01.2009 становило: наявне — 53 194 осіб, наявне міське — (Чорний Острів) — 951 особа, сільське — 52243 особи, За адміністративним поділом район складається з 4 ОТГ та 13 сільських рад (смт. Чорний Острів), 78 населених пунктів (1 селище і 77 сіл).

## Історія
- Проскурівський район створено 7 березня 1923 р. у складі Проскурівської округи Подільської губернії.

- На підставі Постанови ВУЦВК від 25 грудня 1934 р. районні установи Кам‘янецького і Проскурівського районів були ліквідовані. Територія цих районів була підпорядкована відповідним міським установам.[1]

- 28 червня 1939 року створено Довжоцький і Проскурівський райони.

- 13 липня 1946 року Проскурівський район перейменований на Ружичнянський (адміністративний центр перенесено до села Ружичної).[2]

- 30 грудня 1962 року скасовано Ружичнянський район.

- Хмельницький район створений 4 січня 1965 року на основі об'єднання окремих сільських рад Красилівського, Летичівського, Ярмолинецького, Городоцького, Волочиського районів.

## Географія
Адміністративний та культурний центр району — м. Хмельницький, що розташований у середній його частині на автошляху державного значення E50 (Львів-Вінниця). Територія району розташована в південно-західній частині Волино-Подільської височини. Загальна протяжність району з півночі на південь — 34 км, із заходу на схід — 55 км.
Аграрні ресурси регіону.
В основному переважають чорноземи, на яких вирощують різноманітні зернові та технічні культури. Найголовніші з них: озима пшениця, цукровий буряк, кукурудза, картопля. У дібровах ростуть: граб, дуб, береза, клен, осика, ясен, берест та ін. Багата рослинність лук є добрим кормом для свійських тварин. В господарствах утримують велику рогату худобу, свиней, вівці, птицю.

## Населення
Національний склад населення за даними перепису 2001 року:
| Національність | Кількість осіб | Відсоток |
| -------------- | -------------- | -------- |
| українці       | 51035          | 93,45 %  |
| поляки         | 2154           | 3,94 %   |
| росіяни        | 1002           | 1,83 %   |
| молдовани      | 122            | 0,22 %   |
| білоруси       | 63             | 0,12 %   |
| інші           | 234            | 0,43 %   |

Мовний склад населення за даними перепису 2001 року:
| Мова       | Кількість осіб | Відсоток |
| ---------- | -------------- | -------- |
| українська | 52328          | 95,82 %  |
| російська  | 1072           | 1,96 %   |
| польська   | 938            | 1,72 %   |
| молдовська | 78             | 0,14 %   |
| вірменська | 50             | 0,09 %   |
| інші       | 144            | 0,26 %   |

Мовний склад сільрад району за даними перепису 2001 року:
|                        | українська | російська | польська |
| Хмельницький район     | 95,8       | 2,0       | 1,8      |
| ---------------------- | ---------- | --------- | -------- |
| смт. Чорний Острів     | 92,1       | 2,5       | 0,2      |
| Андрійковецька с-да    | 98,8       | 1,2       | -        |
| Антонівська с-да       | 97,6       | 2,1       | -        |
| Аркадієвецька с-да     | 98,3       | 0,8       | -        |
| Бахматовецька с-да     | 95,5       | 2,8       | 1,6      |
| Везденецька с-да       | 98,5       | 0,8       | -        |
| Водичківська с-да      | 96,8       | 3,1       | -        |
| Гвардійська с-да       | 98,7       | 0,9       | 0,2      |
| Гелетинецька с-да      | 98,2       | 1,8       | -        |
| Гнатовецька с-да       | 97,9       | 1,0       | -        |
| Грузевицька с-да       | 97,1       | 2,2       | -        |
| Давидковецька с-да     | 96,9       | 2,3       | -        |
| Жучковецька с-да       | 91,8       | 2,7       | 4,8      |
| Захаровецька с-да      | 98,3       | 1,3       | -        |
| Копистинська с-да      | 97,1       | 2,8       | -        |
| Лісовогриновецька с-да | 97,0       | 2,5       | -        |
| Малашовецька с-да      | 97,0       | 2,7       | -        |
| Малиницька с-да        | 96,9       | 2,3       | 0,1      |
| Масівецька с-да        | 94,9       | 2,4       | -        |
| Миколаївська с-да      | 98,7       | 1,1       | -        |
| Олешинська с-да        | 97,2       | 2,4       | 0,1      |
| Осташківська с-да      | 98,2       | 1,8       | -        |
| Пархомовецька с-да     | 98,3       | 1,5       | -        |
| Пашковецька с-да       | 98,1       | 1,5       | 0,1      |
| Педосівська с-да       | 97,5       | 2,4       | -        |
| Печеськівська с-да     | 97,9       | 1,0       | -        |
| Пироговецька с-да      | 96,8       | 2,5       | -        |
| Райковецька с-да       | 98,4       | 1,2       | -        |
| Рідкодубівська с-да    | 98,3       | 1,7       | -        |
| Розсошанська с-да      | 98,1       | 1,5       | -        |
| Ружичанська с-да       | 98,5       | 1,4       | 0,1      |
| Ставчинецька с-да      | 99,3       | 0,7       | -        |
| Стуфчинецька с-да      | 98,5       | 1,4       | -        |
| Терешовецька с-да      | 98,3       | 1,5       | -        |
| Чабанівська с-да       | 98,2       | 1,8       | -        |
| Черепівківська с-да    | 99,8       | 0,2       | -        |
| Шаровечківська с-да    | 70,7       | 3,0       | 26,2     |
| Шпичинецька с-да       | 97,6       | 2,0       | -        |
| Шумовецька с-да        | 96,2       | 3,5       | 0,2      |

## Культура
У Хмельницькому районі Хмельницької області згідно з даними управління культури, туризму і курортів Хмельницької облдержадміністрації перебуває 99 пам'яток історії.
В районі збережено мережу установ культури: літературний музей поета — байкаря Л. І. Глібова в смт. Чорний Острів, 8 музеїв на громадських засадах, в тому числі 7 історико-краєзнавчих, 1 — літературний (П. Панча). На обліку та під охороною держави знаходиться 134 пам'ятки археології, історії та монументального мистецтва.
Серед історичних пам'яток слід назвати такі, як Костел Божого Провидіння (парафія Св. Войцеха) в с. Гвардійське, Пам'ятка науки і техніки, Геодезична Дуга Струве: пам'ятний знак, встановлений в пункті Фельштин (нині с. Гвардійське); Родинний маєток польського магната Карла Пшездецького (кінець XVIII — початок XIX століття), в якому в 1856—1859 роках працював патріарх української літератури, поет-байкар Л. І. Глібов.

## Політика
25 травня 2014 року відбулися Президентські вибори України. У межах Хмельницького району було створено 77 виборчих дільниць. Явка на виборах складала — 72,88 % (проголосували 31 054 із 42 611 виборців). Найбільшу кількість голосів отримав Петро Порошенко — 54,32 % (16 867 виборців); Юлія Тимошенко — 20,21 % (6 277 виборців), Олег Ляшко — 12,57 % (3 902 виборців), Анатолій Гриценко — 3,83 % (1 189 виборців). Решта кандидатів набрали меншу кількість голосів. Кількість недійсних або зіпсованих бюлетенів — 1,07 %. 